# Cratfield
Cratfield is een civil parish in het Engelse graafschap Suffolk met 299 inwoners.